# Vogelschutzbrutstätte Ewigerstumpf

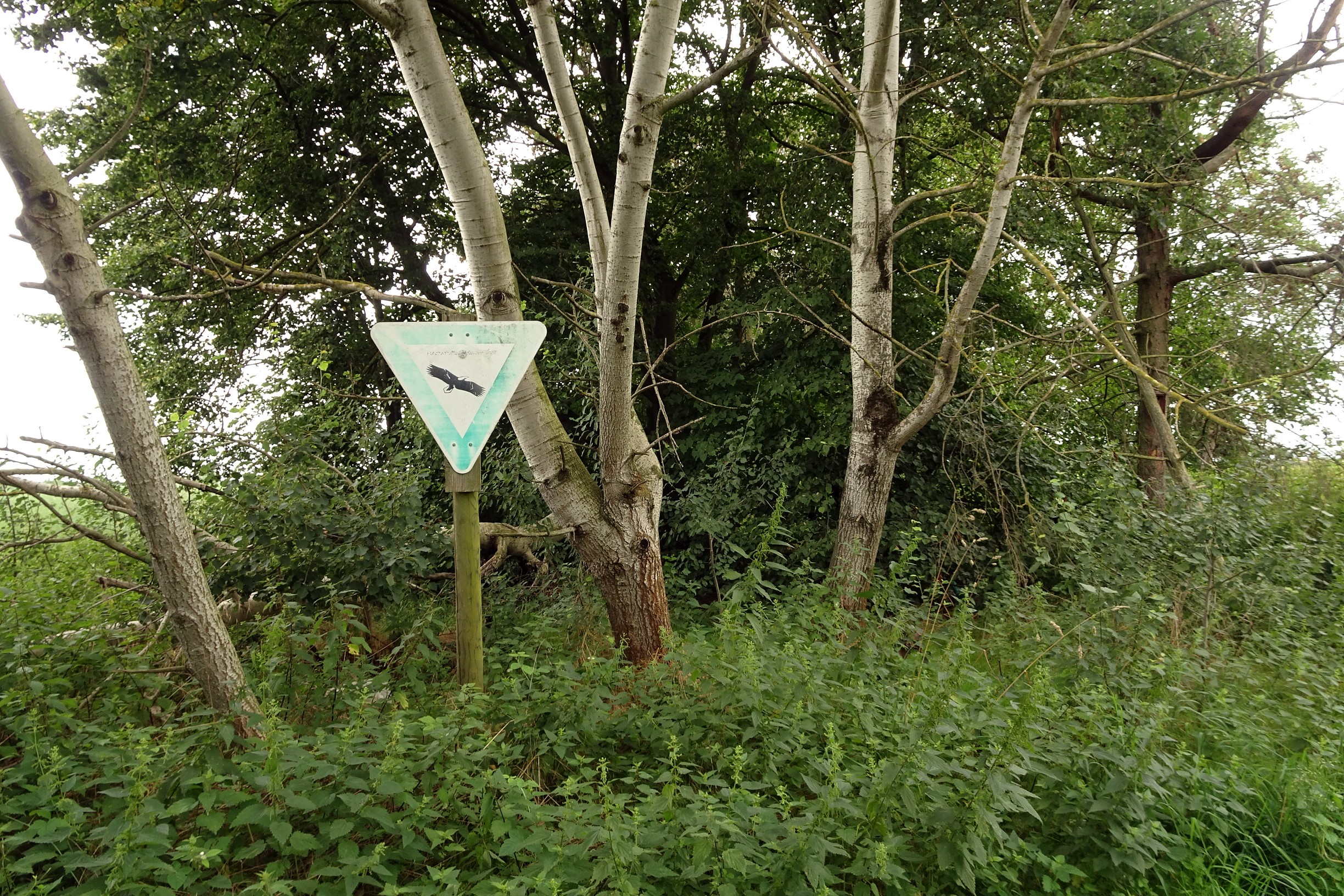
Östliches Ende des Vogelschutzgehölzes (2021)

Die Vogelschutzbrutstätte „Ewigerstumpf“ ist ein flächenhaftes Naturdenkmal in der Gemarkung Braunshardt, Stadt Weiterstadt, im Landkreis Darmstadt-Dieburg in Südhessen. Es wurde mit Verordnung vom  28. November 1955, veröffentlicht am 1. Dezember 1955, als "Vogelschutzfreistätte „Ewigerstumpf“" unter Naturschutz gestellt.

## Lage
Das Naturdenkmal befindet sich nordöstlich von Braunshardt in der Feldflur, etwa 460 Meter östlich der Kreisstraße 165 nach Schneppenhausen. Es erstreckt sich auf einem schmalen Flurstück von 17 Meter Breite und 170 Meter Länge. Seine Fläche umfasst 2.994 Quadratmeter. Etwa 100 Meter nördlich davon liegt das Naturdenkmal „Schlossteich auf der Braunshardter Weide“.

## Beschreibung
Die Vogelschutzbrutstätte „Ewigerstumpf“ ist das Überbleibsel einer ehemaligen Feldholzinsel mit dem Namen „Vogelschutzbrutstätte Langgewann“, die nach der Flurbereinigung von 1936 weitgehend verschwunden ist. Zu den angepflanzten Gehölzen zählen Schwarzer Holunder, Gewöhnlicher Liguster, Europäische Lärche, vereinzelt Gemeine Fichten und Rotbuchen. Die Buchen sind vor längerer Zeit geschneitelt worden und dadurch mehrstämmig. Am Gehölzrand wachsen kleinere Bestände von Goldrute. Das Naturdenkmal dient als Vogelschutzgehölz für Hecken- und Bodenbrüter sowie als Witterungsschutz für Kleinsäuger.
Die Unterschutzstellung war 1954 von den Besitzern des Geländes beantragt worden. Nach dem Verkauf 1970 wurde die Löschung des Naturdenkmals beantragt. Dies wurde jedoch im Dezember 1970 nach einer Anhörung abgelehnt.